# Dansk Forening for Ludomaner og Pårørende
Dansk Forening for Ludomaner og Pårørende (DFLP) er en frivillig, social og landsdækkende forening, der som den første i Danmark, har som hovedformål at yde støtte til ludomaner og pårørende i Danmark, samt bidrage til en forebyggende indsats mod ludomani.